# Berlin-Dahlem
 (mai 2018).
Si vous disposez d'ouvrages ou d'articles de référence ou si vous connaissez des sites web de qualité traitant du thème abordé ici, merci de compléter l'article en donnant les références utiles à sa vérifiabilité et en les liant à la section « Notes et références ».
 (avril 2018).
- Si vous ne connaissez pas le sujet, laissez ce bandeau (vous pouvez alors contacter les auteurs).
- Si vous supprimez le contenu mis en cause (vous pouvez préalablement contacter les auteurs),

argumentez précisément cette suppression dans la page de discussion
(un manque de référence n'est pas un argument ; une recherche réelle de référence doit avoir été effectuée, être formellement documentée).
Pour les articles homonymes, voir Dahlem.

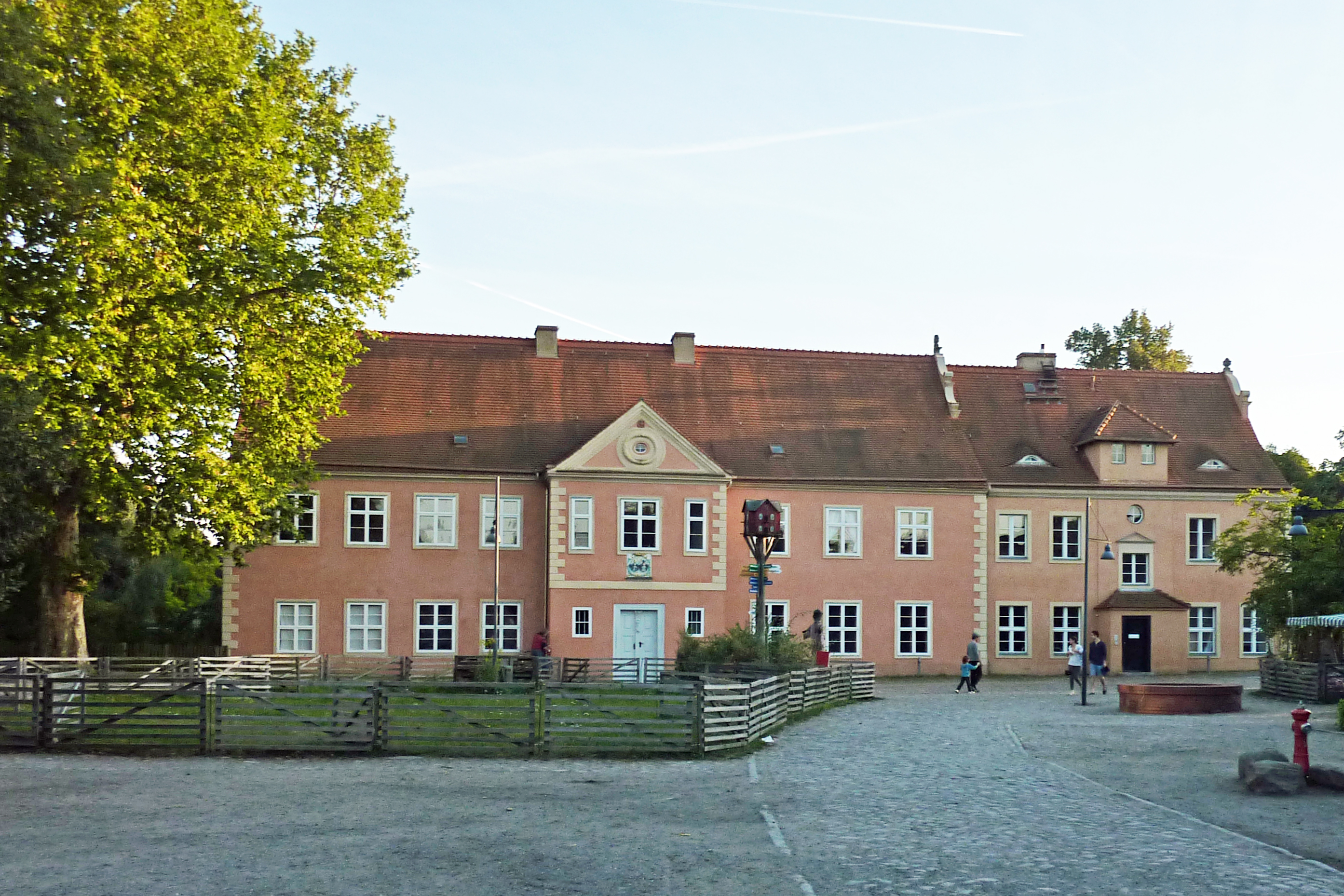
Domaine Dahlem (Domäne Dahlem)

Berlin-Dahlem  est un quartier berlinois du sud-ouest de Berlin (Allemagne), faisant partie de l'arrondissement de Steglitz-Zehlendorf. .
Il est limitrophe des quartiers de Zehlendorf, Steglitz, Lichterfelde-West et du Forst Grunewald (la forêt du Grunewald).
La paroisse de Dahlem date du XIIIe siècle. Pendant la séparation de la ville, ce quartier faisait partie de l'ancien district de Zehlendorf, situé à Berlin-Ouest.
Banlieue résidentielle entourée de verdure, Dahlem abrite plusieurs musées prestigieux, réunis sous le nom de Musées de Dahlem et rattachés au réseau des Musées nationaux de Berlin : Musée ethnologique, Musée d'art asiatique, Musée des cultures européennes. Le cimetière de Dahlem abrite les sépultures de nombreuses personnalités artistiques.
C'est aussi à Dahlem que se trouvent l’Institut Max-Planck et le siège de l'Université libre de Berlin (Freie Universität Berlin), dont le bâtiment administratif situé non loin de l'université elle-même (52° 26′ 52″ N, 13° 17′ 09″ E) fut occupé de 1945 à 1990 par l'« État-major allié de Berlin » (en anglais : Allied Staff Berlin - ASB, ou en allemand : Alliierten Stabes Berlin) qui assurait la direction quadripartite de la ville après la Seconde Guerre mondiale.

## Origine
Le nom de Dahlem existe dans de nombreuses régions d’Allemagne comme à Lüneburg ou encore dans le canton de l’Eifel à Bitburg-Prüm.
Historiquement c’est aux VIIIe – IXe siècle que l’on peut lire „Dahlem“ sur des écrits.
Mais vers Liège, à la frontière belge, il existe également un Dalhem.
Les linguistes supposent que le nom Dahlem vient de la racine indogermanique „dhel“ et de „Tal“. De ce fait Dahlem signifie „Talheim“ (et peut être traduit en français par la „Vallée de la maison“).
Cependant le Dahlem de la région de Saxe a des origines slaves dont la racine est le mot „Dol’ane“ et qui se traduit par les habitants de la vallée.

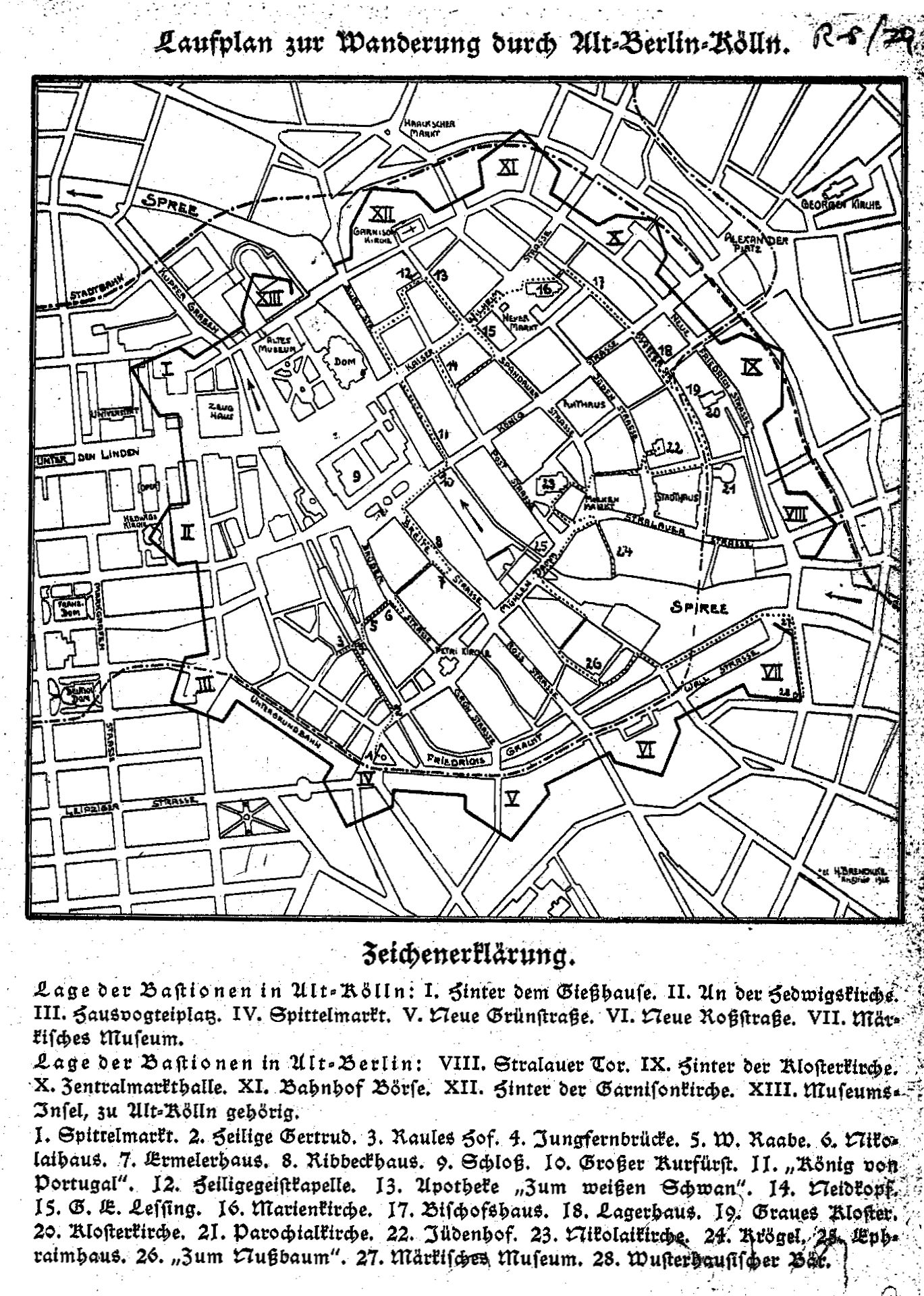

Mais encore il faut savoir que le Alt-Berlin (le village Berlin d’origine, qui a fusionné avec le village de  Cölln pour faire la ville de Berlin au Moyen Âge) était plus au nord que Dahlem.
Ce qui suppose qu’il n’y a pas d’origine sorbe ou slave.
Les historiens supposent aussi que les premiers habitants de Dahlem venaient de Dahlen qui est un quartier de la ville de Stendal.

## Historique

### Dahlem depuis les débuts
Les slaves colonisent durant le mouvement des populations, au VIe siècle, l’est jusqu’à la Mark Brandenburg (la marche de Brandenbourg). Durant cet exode de population, ils annexent la population germanique restante.
En 930, la population allemande reprend l’est de l’Elbe.
Plus tard, en 1157, Albrecht der Bär (Albrecht l’ours) issu de la maison d’Ascanie, recolonise toute la région de la Mark Brandenburg.
Ses arrière-petit-fils Johann I. et Otto III rachetèrent les terres du Dahlem d’aujourd’hui.
Un certain Locator s’engage auprès du Margrave/marquis pour donner aux futurs colons des habitations pour vivre dans Dahlem. Pour cela le marquis lui promet une exonération d’impôts locaux/habitation. Les nouveaux habitants qui étaient des paysans avaient pour mission de bâtir des maisons, de cultiver des champs et d’abattre du bois dans le Grunewald.
Ceci démontre que la création rurale de Dahlem était allemande et non slave, du fait que les slaves bâtissaient leurs villages près de cours d’eau comme la ville de Köpenick (Est de Berlin avec un milieu très humide dû aux cours d’eau, lacs etc.)

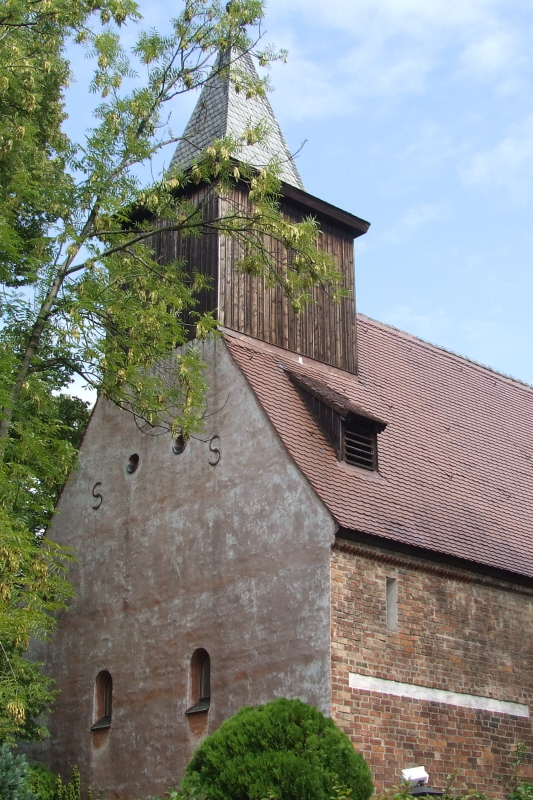

Pour dater officiellement Dahlem, il faut se reporter au cadastre/plan de l’église qui date entre 1200-1230. Le quartier proche de Zehlendorf (Cedelendorp) date lui de 1242.
Le mot de Dahlem („Dalm“) fut écrit pour la première fois dans le Landbuch (sorte de cadastre des terres) de l’Empereur Karls IV en 1375.
Cependant l’empereur ne recevait pas d’impôt du fait que la famille Von Milow possédait ses terres. Il faut retracer aussi l’histoire importante qui concerne la famille Von Milow. Les Von Milow avaient reçu les terres de Dahlem par les Wittelsbach pour des services reçus. C'est donc sur ces terres et celle du château du seigneur, aujourd’hui le Landhaus sur la Domäne Dahlem habitant un musée de plein air, que les paysans et notables garderont leurs bêtes.
Claus Von Milow mourra en 1482 ce qui eut pour effet que les terres seront transférées à la famille des Von Spiel qui avait déjà une vingtaine d’écuries sur les terres du Landhaus. Ils posséderont plus de 2 000 écuries sur les 52 hectares, qui ont été annexés aux habitants de Steglitz. Les Von Spiel se convertiront au protestantisme, ce qui explique la présence de l’église de St. Annen près du Landhaus.
À la suite de différends entre nobles évangéliques et catholiques, la famille Von Spiel vendra le 15 janvier 1655 ses terres pour 3300 Taler (argent de l’époque) à Georg Adam von Pfuel. Son neveu Cuno Hans von Willmerstorff qui habitait à Schmagendorf alors déménagera à Dahlem plus tard.
À la suite de la guerre de Trente ans, le dernier des Willmerstorff vendra à son tour Dahlem et Schmargendorf au comte Friedrich Heinrich von Pedewils.
Au XIXe siècle, Carl Friedrich von Beyme racheta pour 80000 Taler les terres du Domäne Dahlem. Après sa mort en 1841, sa fille Charlotte Gerlach revendit le domaine au fisc prussien qui en fit des terres royales du 20 juin 1841 au 1er juillet 1901.

### L’évolution dès 1901
Les Prussiens veulent bâtir à Dalhem une cité dédiée aux sciences, sur le modèle d'Oxford, où habitent l’élite intellectuelle et les notables de la région. Dans ce but la Commission royale pour la répartition du domaine de Dahlem est créée en 1901. Y siègeront des délégués ministériels, des directeurs d'instituts mais aussi des architectes comme Walter Kyllmann qui sera à l'origine du projet d'aménagement de Dalhem.
Ainsi, dès le début de l’année 1901 Dahlem subit de nombreux changements. La ville est d’abord divisée en plusieurs parties et de nouvelles cultures agraires y sont introduites, telles que l’avoine ou l’orge.
Les infrastructures sont modernisées. Les axes reliant Dahlem à Schmargendorf et Steglitz sont agrandis et les autres routes sont pavées. La société anglaise de gaz y installe en 1903 des lampadaires.
De nombreuses villas sont construites, portant le nom d'architectes de renom telles Huth ou Deckert. Leur nombre passant d’une cinquantaine en 1905, à 384 et 539 parcelles vendues en 1914/15. Sur la même période, de nouveaux établissements scolaires sont bâtis comme le Arndt-Gymnasium, Getraudenschule, la Königin-louise Stiftung. Enfin le nombre d'habitants passe de 194 à 5 500 de 1901 à 1915.
Du fait de l’augmentation de la population, un nouveau cimetière est construit où reposent aujourd'hui diverses personnalités comme le sociologue Dr. Rudy Dutschke.
Divers instituts et établissements de recherches furent créés à Dalhem durant cette période. On peut citer l’établissement royal des jardins (Königliche Gärtnerlehranstalt Peter Lenné), l’institut biologique agraire ou encore l'institut de pharmacologie. Leur renommée est indiscutable comme celle de leurs savants. C'est à Dalhem que Fritz Haber réalisa la synthèse de l'ammoniac, qui permit la fabrication des premiers engrais et lui fit recevoir le prix Nobel de chimie en 1911. Ces établissements appartiennent aujourd’hui à la Freie Universität ou sont devenus des établissements scolaires comme pour la OSZ Peter Lenné.

### L’annexion vers Berlin
Après la Première Guerre mondiale durant les premières années de la république de Weimar, Dalhem subit d'importantes transformations.
Le 1er octobre 1920, Dahlem est annexé dans le cadre du projet du Groß-Berlin et renommé Berlin-Dahlem. Le quartier faisant dès lors partie de l’arrondissement de Zehlendorf.
C’est à cette époque que de nombreux bâtiments furent construits pour loger la population locale locale grandissante. Parallèle à cette expansion, deux nouvelles églises (Saint Bernard et Jesus christ) furent construites, le cimetière de forêt à l’extrémité du Grunewald fut agrandi et le métro fut prolongé jusqu'à Dahlem Dorf. Enfin les archives secrètes de Prusse (Geheimes Staatsarchiv) y furent implantées.
De plus la Faculté Libre agrandit sa célèbre Kaiser-Wilhelm-Gesellschaft. Les sciences y atteignirent des étapes majeures, comme avec les théories de l’oxygénation des cellules d’Otto Warburg au sein de la Kaiser-Wilhelm-Gesellschaft.

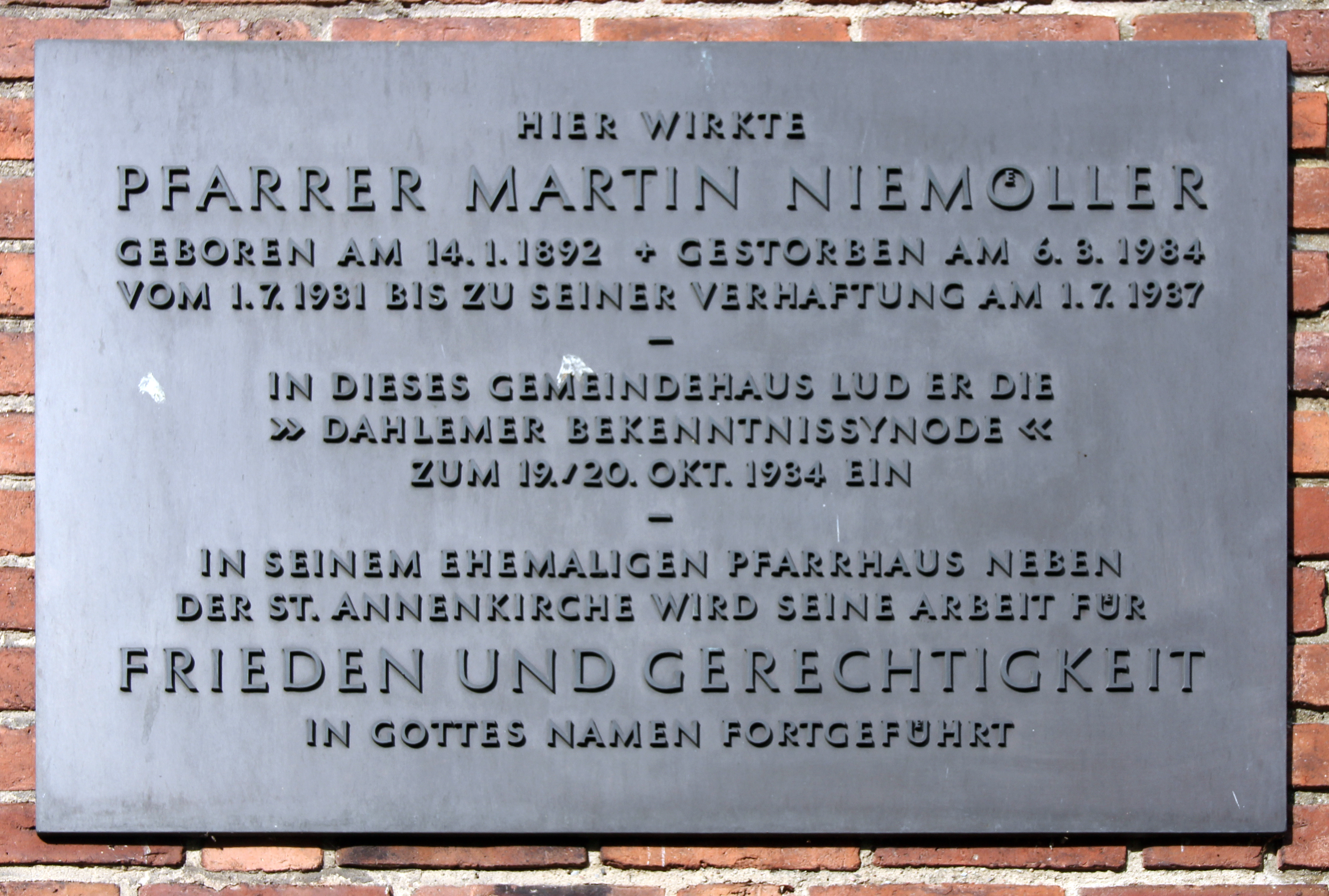

### Dahlem durant le national-socialisme
Après l'arrivée au pouvoir d'Hitler en 1933, un système de persécution contre les juifs fut peu à peu mis en place à Dalhem comme dans le reste de l'Allemagne. Ainsi, alors que le quartier possédait une communauté juive importante, la quasi-totalité des habitants d’origine juive durent fuir et furent dépossédés de leurs biens. Ce fut le cas du célèbre scénariste Ludwig Fulda ou des juristes tels que Dr Arthur Zardern et Ernst Hagelberg. Ainsi, l'école privée juive Kaliski dut fermer après que Charlotte Kaliski et Heinrich Selver émigrèrent aux États-Unis en 1938.
Dès lors, l’élite du pouvoir national-socialiste prit possession des villas spoliées pour y habiter. Ainsi, Martin Bormann, Heinrich Himmler, Richard Walther Darré ou encore Leni Riefenstahl habitèrent à Dalhem. De plus, les fonctionnaires et politiciens qui n'étaient pas nazis mais qui restèrent à Dalhem prirent « par obligation » la carte du parti.

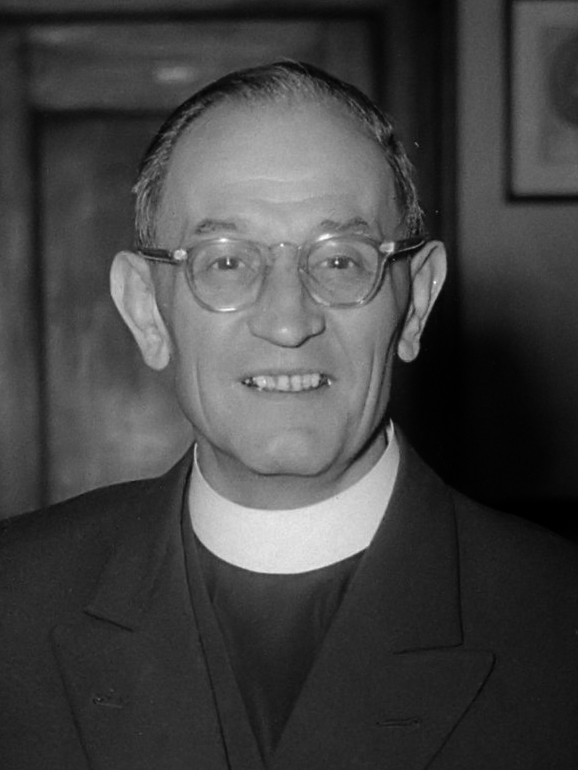
Martin Niemöller.

La faculté libre fut elle aussi radicalement transformée par les nazis. Le critère de sélection principal pour entrer devint racial, des professeurs renommés furent renvoyés et une nouvelle science basée sur l’idéologie nazie y fut enseignée. Ainsi, l’institut d’anthropologie, d’eugénique et des sciences sur l’hérédité ou encore l’institut de recherches de l’hygiène raciale furent créées et menèrent par la suite des expériences atroces sur des sujets humains.
Les archives secrètes de Prusse furent aussi utilisées par les autorités pour établir l'ariannité de la population par l'État civil.
Toutefois, une résistance menée par des religieux, des scientifiques et des bourgeois se mit en place. On peut ainsi citer le pasteur Martin Niemöller, qui créa dans l’église Jésus Christ de Dahlem, le Pfarrernotorden (l’ordre du secours des pasteurs) qui assista les prêtres d’origine juive. Niemöller fut dénoncé et tué par la Gestapo, mais la résistance continua grâce au juriste Oskar Umrath, qui mènera le groupe de résistance « neu-Beginnen », mais aussi grâce à Erich Hoepner, Fritz Elsas, Otto Lenz ou encore Lisa Meitner.
Durant la Seconde Guerre mondiale, Dahlem subit de nombreuses attaques aériennes, notamment le bombardement du 17 janvier 1943 par la RAF qui toucha le Arndt Gymnasium, l'institut de Chemie et des habitations.
Entre le 23 et le 27 avril 1945, l’Armée rouge entre dans Dahlem et progresse lentement vers le centre de Berlin.

### Le renouveau après 1945

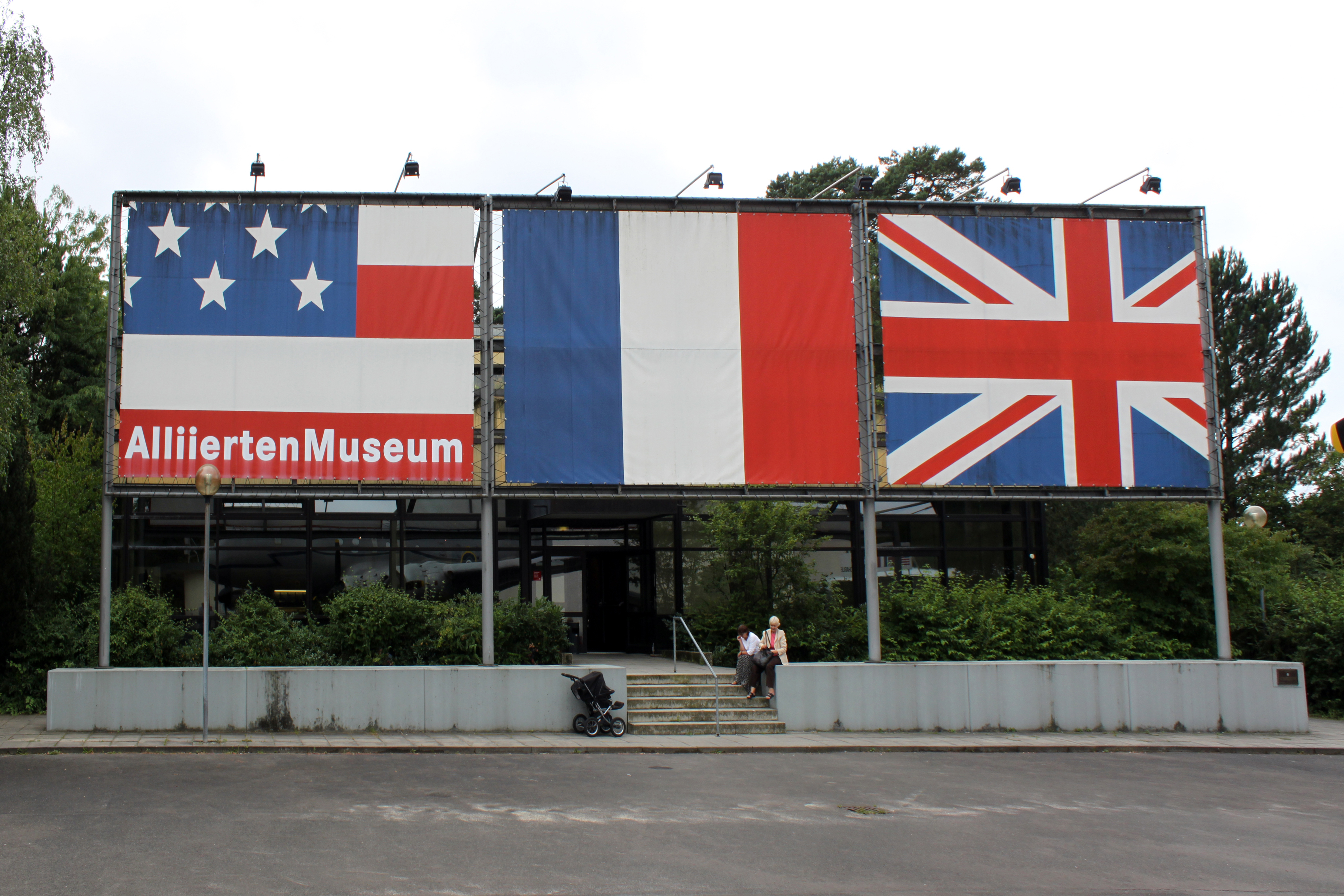

Après la guerre, Dahlem fait partie intégrante du secteur américain d'occupation de Berlin. Les anciennes infrastructures militaires du Grunewald y deviendront des bases militaires américaines.
Les Américains y construiront plus de 11 000 nouveaux bâtiments et réquisitionneront 4 000 bâtiments pour héberger les familles des militaires, dont certains sont célèbres comme le diplomate Richard Kerry, père de John Kerry. Des écoles américano-allemandes seront construites, aujourd’hui école européenne telles que la Quentin-Blake Grundschule, la Berlin american Highschool.
En 1953, les Américains avec l’aide des autres alliés créeront le musée des Alliés toujours existant aujourd’hui.

## Bâtiments historiques

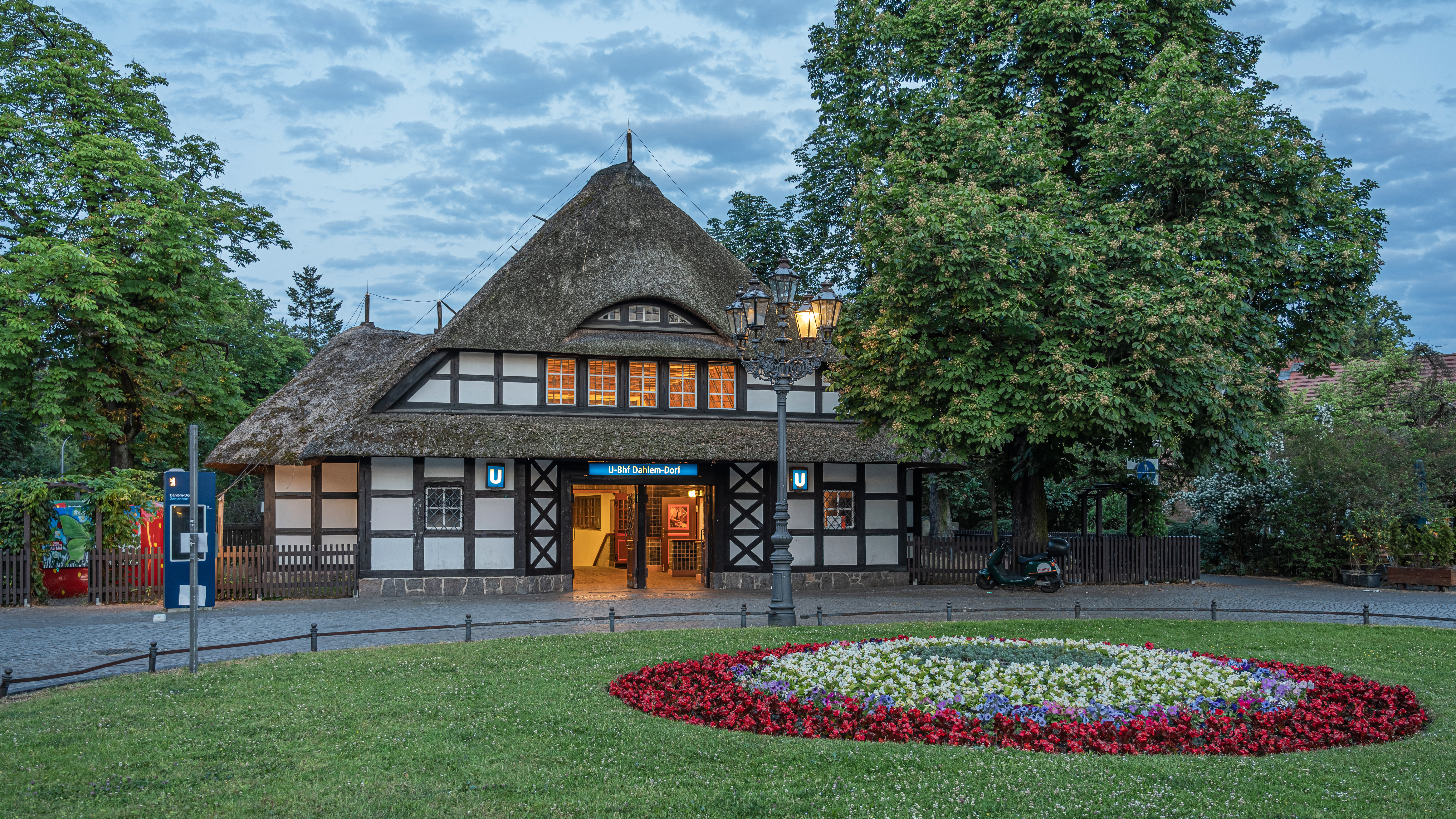

Dahlem est l’épicentre des musées et du savoir via les sciences et les centres de recherches de la FU. 
En 1987, la station de métro Dahlem-Dorf fut sacrée plus belle station de métro d’Europe par le Japon, en grande partie à cause de ses bancs sculptés par Wolf Van Roy et appelés les Liebespaare (couple amoureux).
Liste des bâtiments historiques :

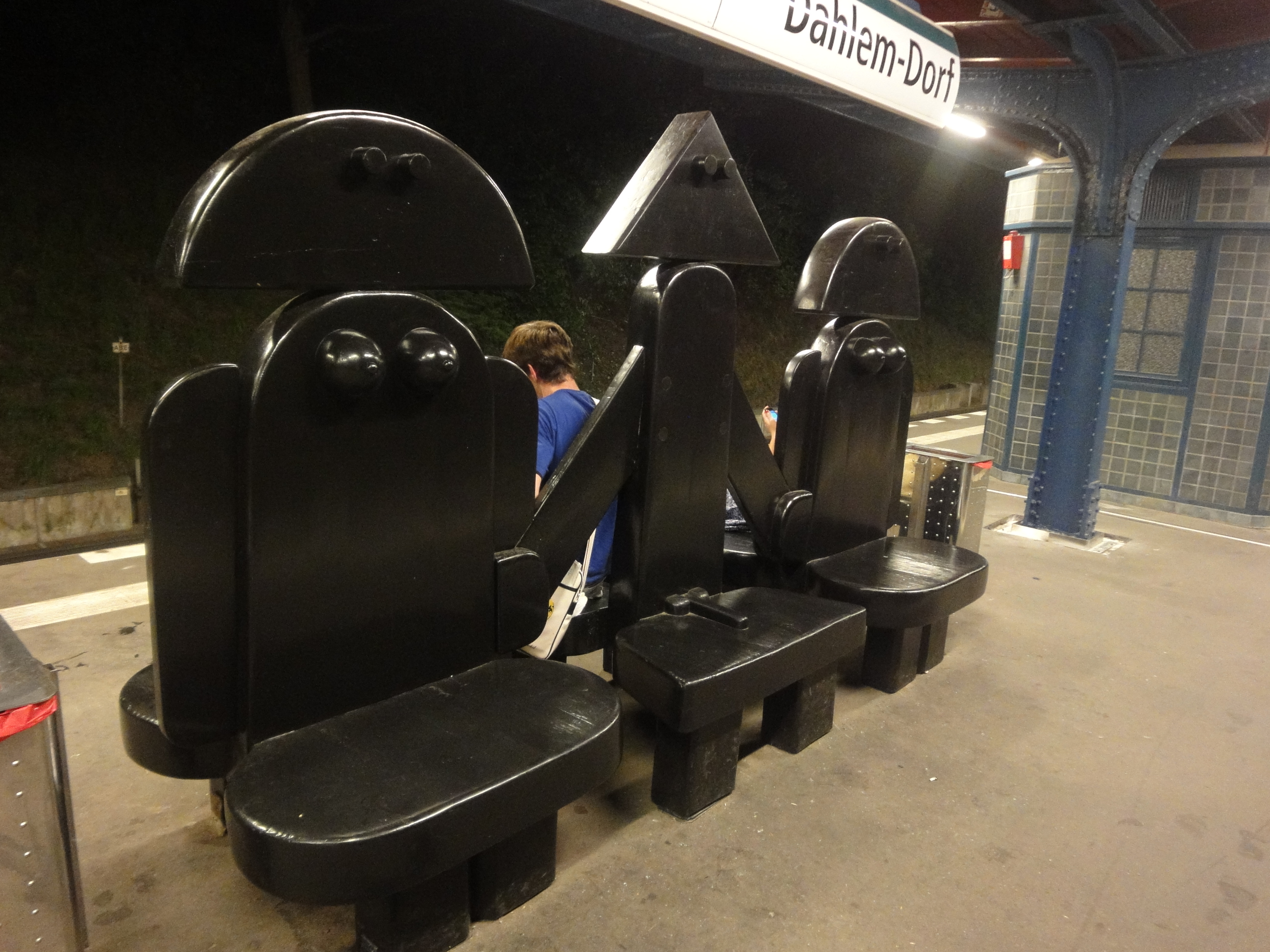
Le couple amoureux de Rolf Van Roy.

- le pavillon de chasse de Grunewald avec ses collections d’art ;
- la bibliothèque de philosophie de la FU de l’architecte Norman Foster ;
- l'église de Dahlem (de) ;
- les bâtiments et le musée du Jardin Botanique ;
- le bâtiment de la poste.

Musées :
- Centre des musées de Berlin-Dahlem avec le Musée des cultures européennes ;
- le musée de plein air Domäne Dahlem ;
- le Brucke-Museum (le musée Brucke) ;
- le musée des Alliés.

Les bâtiments de la FU :
- l'université libre de Berlin et ses annexes ;
- la société Max-Planck avec les instituts Kaiser-Wilhelm.

dont font partie :
- les archives de Max Planck ;
- l’institut Fritz-Haber ;

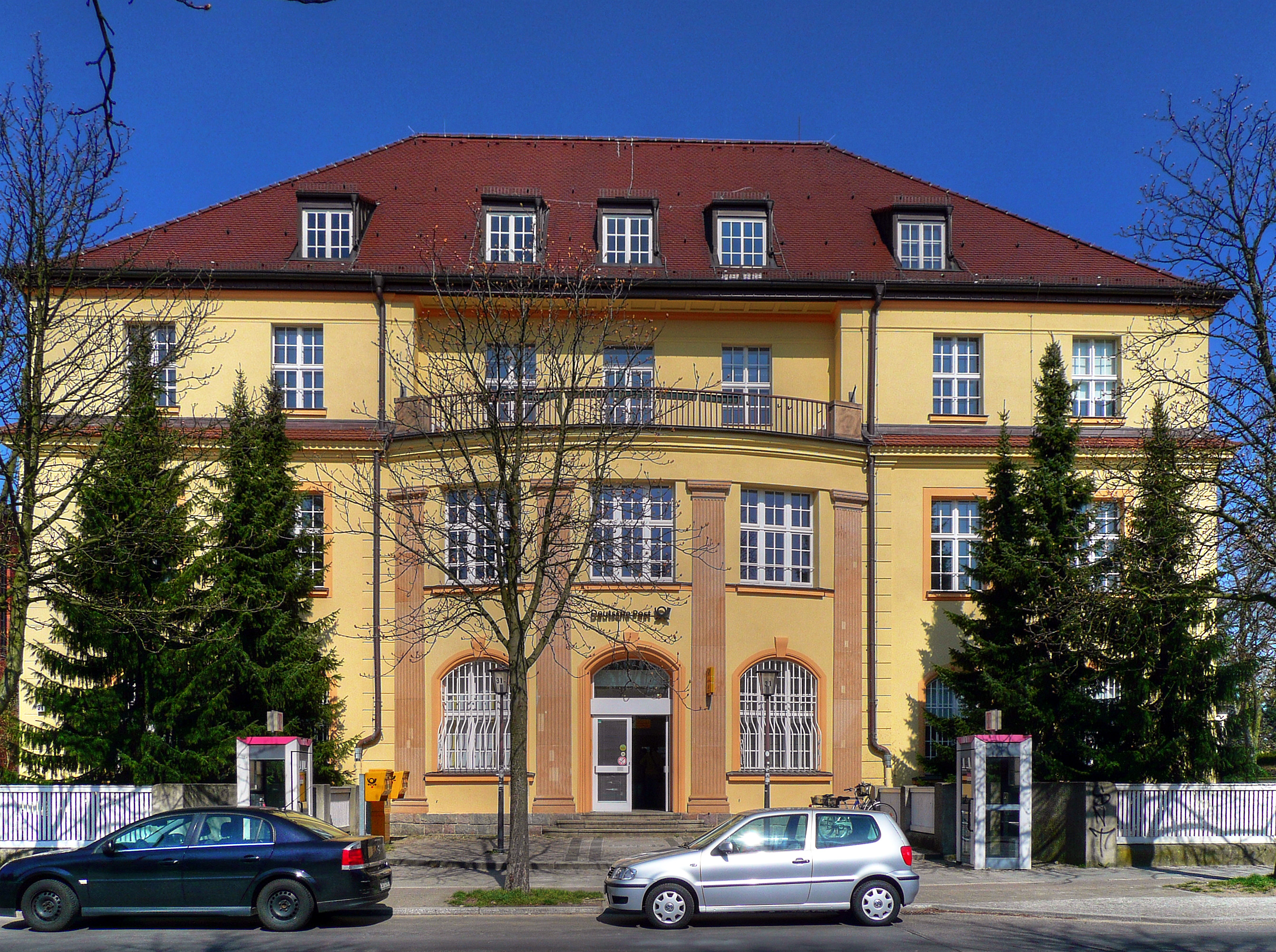

- l’institut Max Planck pour la recherche éducative ;
- l’institut Max Planck pour la recherche de la Génétique moléculaire ;
- harnack- Haus ;
- la Bundesanstalt für Materialforschung und -prüfung (le bureau fédéral du contrôle et des recherches des matériaux) ;
- L’institut allemand d’archéologie ;
- Archives d'État secrètes du patrimoine culturel prussien (de) ;
- L’institut de médecin de la Charité.

## Personnalités

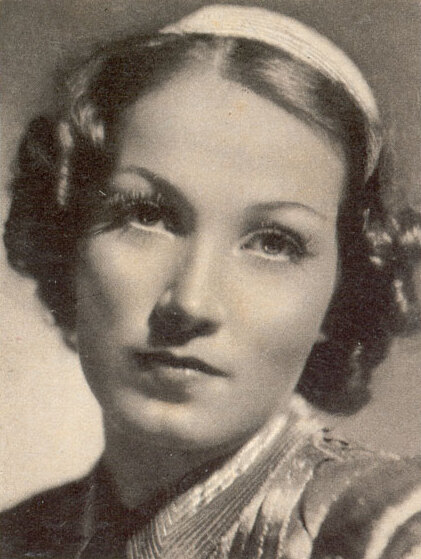
Brigitte Horney (1911–1988), actrice

- Karl-Eduard von Schnitzler (1918–2001), ancien journaliste de la RDA et créateur de l’émission  Der schwarze Kanal
- Brigitte Horney (1911–1988), actrice
- Hanno Hahn (1922–1960), historien d’art et Fils de Otto Hahn
- Konrad Kraske (1926–2016), politicien (CDU)
- Maurus Berve OSB (1927–1986), moine benedictin
- Götz von Boehmer (* 1929), juriste et ambassadeur
- Paul Mersmann le Jeune (1929–2017), sculpteur, peintre et écrivain
- Edgar Ott (1929–1994), acteur
- Nora von Collande (* 1958), actrice et écrivaine

### Personnes ayant un lien avec Dahlem
- Adolf Jandorf (1870–1932), fondateur du KaDeWe; Vivait avec dans la villa de la Gelfertstraße 32–34.
- Ludwig Fulda (1862–1939), dramaturge et traducteur, victime de la NSDAP, vivait à Dahlem.
- Arthur Zarden (1885–1944), expert financier et secrétaire général aux finances de la République de Weimar. Victime du nazisme vivant à Dahlem.
- Max Baldner (1887–1946), violoncelliste, professeur de musique. Victime du nazisme vivant à Dahlem.
- Gustav Stolper (1888–1947), économiste, journaliste et homme politique libéral. Victime du nazisme vivant à Dahlem.

- Bruno Asch (1890–1940), homme politique local. Victime du nazisme vivant à Dahlem.

- Kurt Hueck (1897–1965), botaniste et directeur de l’institut de l’agriculture de Dahlem. A été aussi victime du nazisme.
- Fritz Lang (1890–1976), régisseur et scénariste vivant dans la Schorlemerallee 7.
- Toni Stolper (1890–1988), journaliste
- Camilla Spira (1906–1997), actrice vivant à Dahlem et victime du nazisme.
- Brigitte Helm (1908–1998), actrice connu pour son rôle dans Metropolis vivant dans la Schorlemerallee 12.
- Hildegard Knef (1925–2002), actrice et chanteuse ; survivra la dernière semaine de guerre dans la villa de la Gelfertstraße 37, où vivait son amant le dramaturge Ewald von Demandowsky (1906–1946).

## Population
Le quartier comptait 16 819 habitants le 1er janvier 2017 selon le registre des déclarations domiciliaires, c'est-à-dire 2 005 hab./km2.

## Transports
Outre le métro, le quartier est desservi par les lignes d'autobus X83 et M11.

### Stations de métro

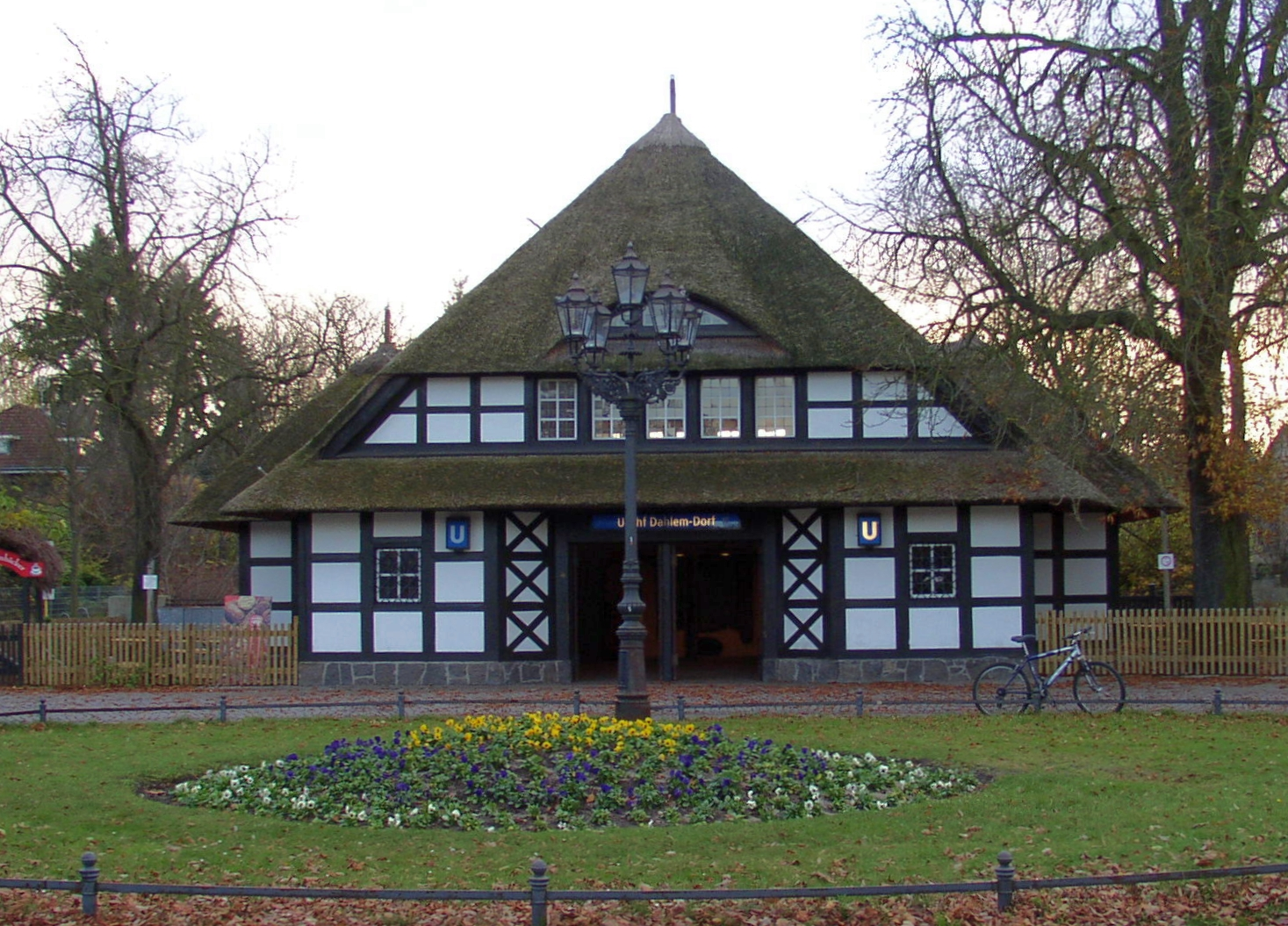
Dahlem-Dorf (métro de Berlin)

Les stations de métro à Berlin-Dahlem, toutes desservies par la ligne  sont Dahlem-Dorf, Podbielskiallee, Breitenbachplatz, Thielallee et Oskar-Helene-Heim.